# Denham Court, New South Wales
Denham Court este o suburbie în Sydney, Australia.